# Johann Nicolaus Hanff
Johann Nicolaus Hanff (ur. 1665 w Wechmarze, zm. na przełomie 1711 i 1712 w Szlezwiku) – niemiecki kompozytor i organista.

## Życiorys
W latach 1688–1692 przebywał w Hamburgu, gdzie był nauczycielem Johanna Matthesona. Od około 1696 do 1705 roku pełnił funkcję nadwornego organisty i kapelmistrza biskupa Lubeki Augusta Friedricha w Eutin. W latach 1706–1711 działał jako organista w Hamburgu. W 1711 roku, na krótko przed śmiercią, otrzymał posadę organisty katedry w Szlezwiku.

## Twórczość
Z jego dorobku zachowały się 3 kantaty i 6 przygrywek chorałowych (wydane przez K. Straubego w 1907 roku). Jego kompozycje kantatowe konstruowane są w oparciu o zmienność tempa i kontrast obsady solista – zespół. Styl przygrywki chorałowej Hanffa czyni z niego prekursora tej formy, rozwiniętej później przez Johanna Sebastiana Bacha.